# 135268 Еньєре
135268 Еньєре (135268 Haigneré) — астероїд головного поясу, відкритий 20 вересня 2001 року.
Тіссеранів параметр щодо Юпітера — 3,157.